# 김재윤 (야구 선수)
김재윤(본명:김재영, 金載潤, 1990년 9월 16일~)은 현 KBO 리그 삼성 라이온즈의 투수이다.

## 미국 프로야구 시절

### 애리조나 다이아몬드백스시절
휘문고등학교 졸업 후 지명을 받지 못해 미국 진출을 선언하고 계약금 15만 달러에 입단했다. 구단 산하 마이너 리그에서 활동하다가 2012년에 방출된 후 현역으로 군 복무를 마쳤다.

## 한국 프로야구 시절

### kt 위즈시절
제대 후 해외파 선수 트라이아웃을 거쳐 특별 우선 지명을 받아 입단하였다. 2년 유예 기간 경과 후 드래프트에 참가해 계약금을 받지 않았다. 포수로 입단했으나 구단에서는 투수로서의 장래성이 있다고 판단해 2015년에 투수로 전향했다.
데뷔전에서 세 타자 연속 탈삼진을 기록해 주위를 놀라게 했다. 2015년 7월 1일 SK전 1사 만루에서 자신의 주무기인 150km/h가 넘는 강속구와 직구, 슬라이더 등을 활용해 두 타자 연속 탈삼진과 함께 범타 처리해 실점 위기를 넘겼다. 이후 40구 정도를 던지는 동안 단 1실점도 하지 않았다. 그는 이 날 경기의 승리 투수가 됐고 이는 그의 데뷔 첫 승이었다.

### 삼성 라이온즈시절
2023년 시즌 후 FA 자격을 얻었고, 2023년 11월 22일에 4년 총액 최대 58억(계약금 20억, 연봉 합계 28억, 인센티브 합계 10억)원에 이적하였다.

## 출신 학교
- 서울도곡초등학교
- 휘문중학교
- 휘문고등학교

## 통산 기록
| 연도 | 팀명   | 평균자책점 | 경기 | 완투 | 완봉 | 승 | 패 | 세  | 홀 | 승률  | 타자 | 이닝 | 피안타 | 피홈런 | 볼넷 | 사구 | 탈삼진 | 실점 | 자책점 |
| ---- | ------ | ---------- | ---- | ---- | ---- | -- | -- | --- | -- | ----- | ---- | ---- | ------ | ------ | ---- | ---- | ------ | ---- | ------ |
| 2015 | kt     | 4.23       | 42   | 0    | 0    | 1  | 2  | 0   | 6  | 0.333 | 188  | 44⅔  | 46     | 3      | 12   | 1    | 70     | 23   | 21     |
| 2016 | kt     | 4.97       | 52   | 0    | 0    | 8  | 1  | 14  | 1  | 0.889 | 235  | 54⅓  | 61     | 6      | 15   | 1    | 73     | 31   | 30     |
| 2017 | kt     | 5.79       | 41   | 0    | 0    | 3  | 5  | 15  | 0  | 0.375 | 161  | 37⅓  | 41     | 1      | 11   | 1    | 31     | 25   | 24     |
| 2018 | kt     | 4.57       | 62   | 0    | 0    | 7  | 5  | 15  | 0  | 0.583 | 271  | 61   | 76     | 11     | 15   | 1    | 66     | 34   | 31     |
| 2019 | kt     | 2.27       | 43   | 0    | 0    | 2  | 2  | 7   | 9  | 0.500 | 177  | 47⅔  | 27     | 4      | 12   | 1    | 42     | 13   | 12     |
| 2020 | kt     | 3.26       | 56   | 0    | 0    | 5  | 3  | 21  | 1  | 0.625 | 256  | 60⅔  | 62     | 7      | 15   | 0    | 58     | 23   | 22     |
| 2021 | kt     | 2.42       | 65   | 0    | 0    | 4  | 3  | 32  | 0  | 0.571 | 275  | 67   | 57     | 5      | 24   | 0    | 64     | 19   | 18     |
| 2022 | kt     | 3.26       | 61   | 0    | 0    | 9  | 7  | 33  | 0  | 0.563 | 267  | 66⅓  | 46     | 5      | 21   | 0    | 78     | 26   | 24     |
| 2023 | kt     | 2.60       | 59   | 0    | 0    | 5  | 5  | 32  | 0  | 0.500 | 262  | 65⅔  | 54     | 2      | 13   | 1    | 60     | 21   | 19     |
| 2024 | 삼성   | 4.09       | 65   | 0    | 0    | 4  | 8  | 11  | 25 | 0.333 | 284  | 65   | 58     | 13     | 25   | 1    | 51     | 37   | 30     |
| 통산 | 10시즌 | 3.64       | 546  | 0    | 0    | 48 | 41 | 180 | 42 | 0.539 | 2092 | 570⅔ | 528    | 57     | 163  | 7    | 593    | 252  | 231    |